# Kate Mara

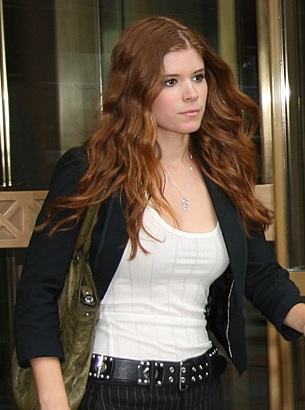
Kate Mara (2008)

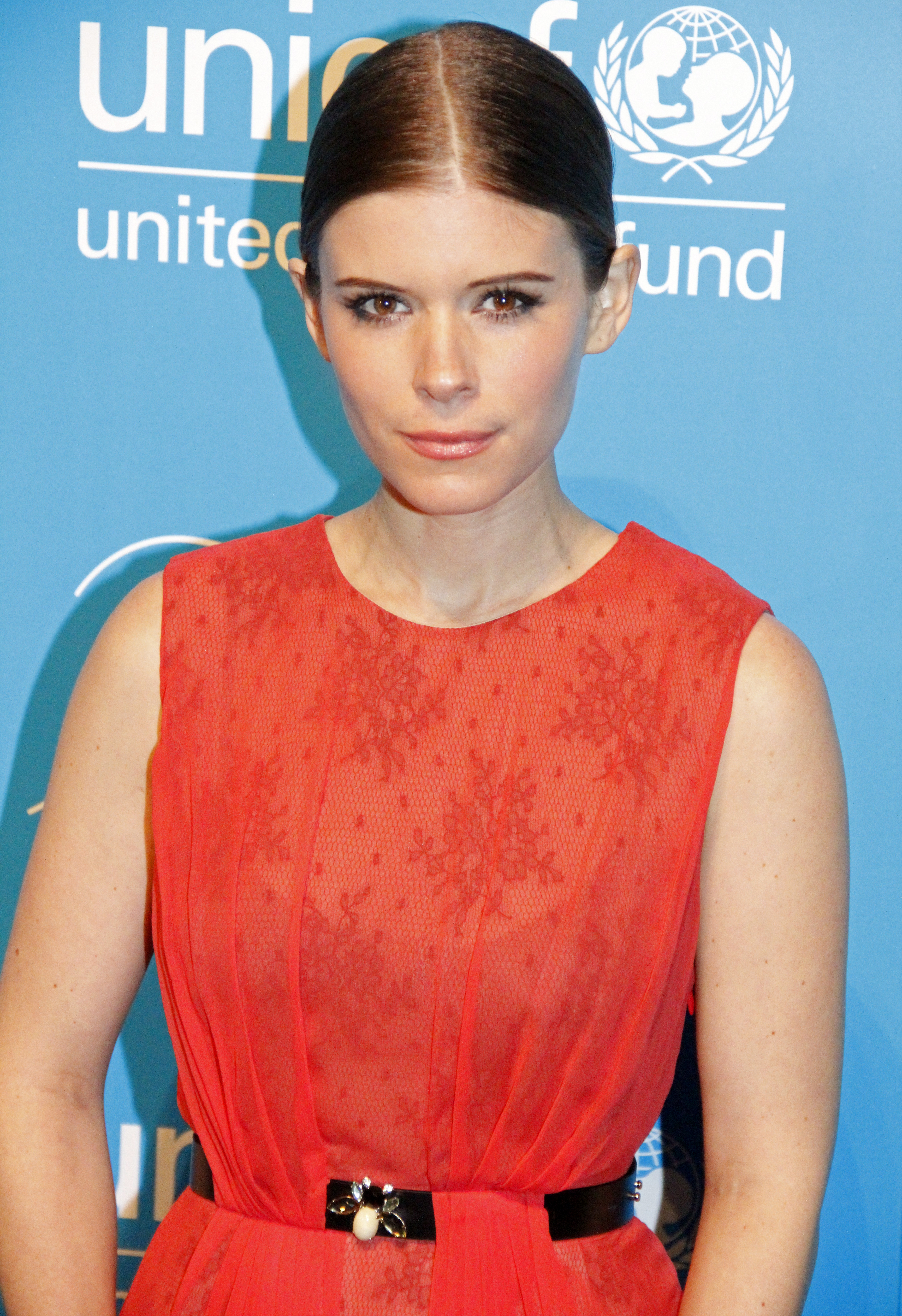
Kate Mara (2012)

Kate Mara (ur. 27 lutego 1983 w Bedford) – amerykańska aktorka teatralna i filmowa. Grała m.in. Zoe Barnes w serialu House of Cards.
Zadebiutowała w 1999 roku melodramacie Zagubione serca w reżyserii Sydneya Pollacka.
Jest starszą siostrą aktorki Rooney Mary.

## Życie prywatne
W styczniu 2017 zaręczyła się z Jamiem Bellem, a w lipcu się pobrali. Mają córkę (ur. maj 2019).

## Wybrana filmografia
- 1999: Zagubione serca (Random Hearts) jako Jessica Chandler
- 2000: Debiutant (Tadpole) jako Miranda Spear
- 2005: Ulice strachu: Krwawa Mary (Urban Legends: Bloody Mary) jako Samantha Owens
- 2005: Tajemnica Brokeback Mountain (Brokeback Mountain) jako Alma Del Mar Jr., lat 19
- 2005: Kalifornijczycy (The Californians) jako Zoe Tripp
- 2006: Zoom: Akademia superbohaterów (Zoom) jako Summer Jones
- 2006: Męski sport (We Are Marshall) jako Annie Cantrell
- 2006: 24 godziny (24) jako Shari Rothenberg
- 2007: Życie i kłamstwa Sama Leonarda (Full of It) jako Annie Dray
- 2007: Strzelec (Shooter) jako Sarah Fenn
- 2008: Transsiberian jako Abby
- 2008: Kamień przeznaczenia (Stone of Destiny) jako Kay Matheson
- 2009: Na drodze do szczęścia (The Open Road) jako Lucy
- 2010: SzczęścieDziękujęProszęWięcej (Happythankyoumoreplease) jako Mississippi
- 2010: Iron Man 2 jako policjantka
- 2010: 127 godzin (127 Hours) jako Kristi Moore
- 2010: Peep World jako Meg
- 2011: Żelazny rycerz (Ironclad) jako Lady Isabel
- 2011: 10 lat (10 Years) jako Elise
- 2011: American Horror Story (American Horror Story: Murder House) jako Hayden McClaine
- 2012: Deadfall jako Hanna
- 2013: Fighting Jacob jako Becky
- 2013–2014: House of Cards jako Zoe Barnes
- 2014: Transcendencja (Transcendence) jako Bree
- 2015: Fantastyczna Czwórka (The Fantastic Four) jako Susan Storm / Invisible Woman
- 2015: Uwięziona (Captive) jako Ashley Smith
- 2015: Marsjanin (The Martian) jako Beth Johanssen
- 2016: Morgan jako Lee Weathers
- 2017: ˞Megan Leavey jako Megan Leavey
- 2017: My Days of Mercy jako Mercy Bromage
- 2017: Chappaquiddick jako Mary Jo Kopechne
- 2018: Pose jako Patty Bowes (serial)
- 2020: Nauczycielka (A Teacher) jako Claire Wilson (miniserial)
- 2021: Ghostwriter jako Kate
- 2022: Zadzwoń do Jane jako Lana